# Merritt Wever

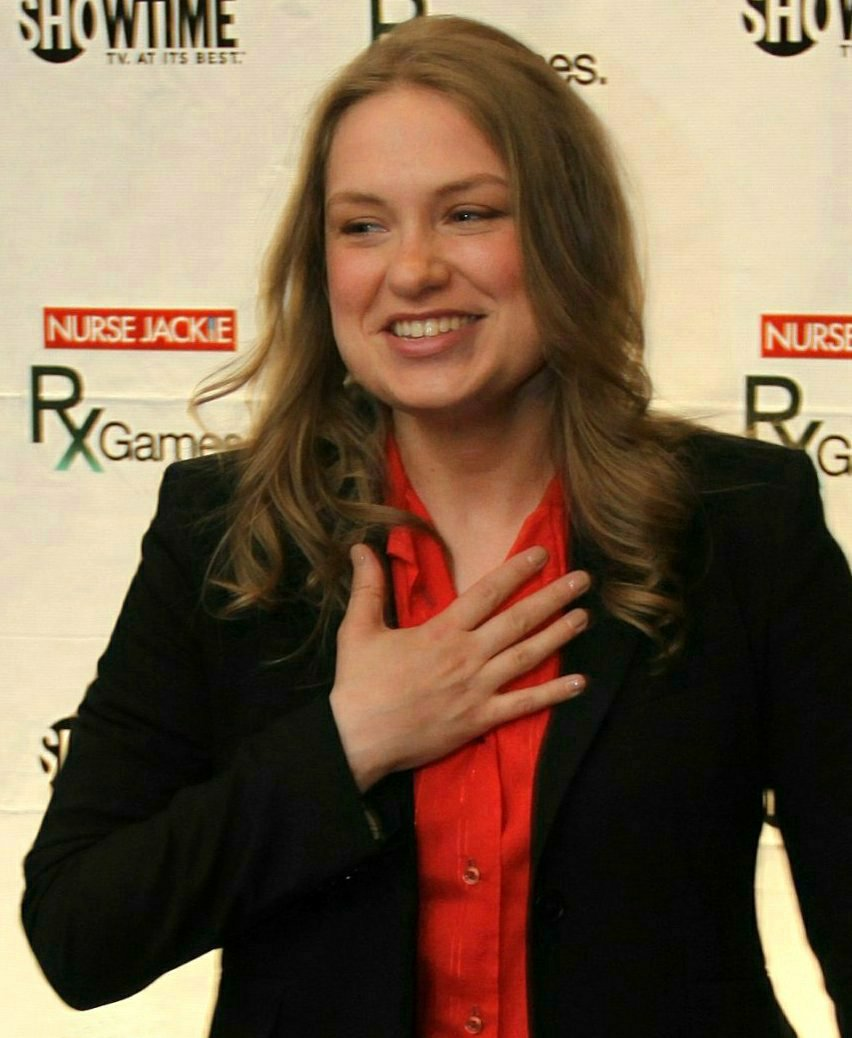
Merritt Wever im Jahre 2010

Merritt Carmen Wever (* 11. August 1980 in New York City, New York) ist eine US-amerikanische Schauspielerin.

## Leben und Karriere
Wever wurde 1980 in New York City geboren und wuchs mit ihrer alleinerziehenden Mutter in einem linksliberalen Umfeld in Lower Manhattan auf. Sie machte an der Fiorello H. LaGuardia High School of Music & Art and Performing Arts
ihren Abschluss, an der bereits eine Vielzahl an namhaften Personen ihren High-School-Abschluss machten. Anschließend besuchte sie das Sarah Lawrence College in Yonkers, New York. In New York City machte sie eine Schauspielausbildung. Wever begann ihrer Karriere mit einigen Low-Budget-Produktionen, Kurzfilmen und Stücken am Off-Broadway. Wie in Brooke Bermans Stück Smashing oder in Cavedweller. Seit dem Fernsehfilm Blue River aus dem Jahr 1995 ist sie regelmäßig in Film- und Fernsehrollen zu sehen. Nachdem sie im Jahr 1996 unter anderem im Film Tough mitwirkte, wurde sie beim First Run Film Festival desselben Jahres für ihre Leistung als beste Schauspielerin ausgezeichnet. 1997 war sie in einer Episodenrolle in der Fernsehserie Law & Order zu sehen. 1998 spielte sie in Strike! – Mädchen an die Macht! und 2001 in Series 7: The Contenders mit.
Sie hat in einer Reihe von Fernsehserien mitgespielt. Wie in New Girl, wo sie als Freundin von Schmidt, gespielt von Max Greenfield, zu sehen war oder Criminal Intent – Verbrechen im Visier, The Wire, Navy CIS, Conviction und Good Wife. 2006 war sie wiederkehrend in Studio 60 on the Sunset Strip dabei. Bekannt ist sie vor allem für ihre Rolle der Zoey Barkow in Nurse Jackie, die sie in 80 Folgen über 7 Staffeln spielte. Wever erhielt dafür viel Anerkennung und wurde 2013 mit einem Emmy ausgezeichnet, wobei sie mit ihrer überraschend kurzen Dankesrede für Aufsehen sorgte. Sie bestand lediglich aus: „Thanks so much. Thank you so much. I gotta go. Bye.“ Zwischen 2015 und 2016 war sie in neun Folgen von The Walking Dead zu sehen. Für ihre Darstellung der Mary Agnes McNue in der Netflix-Produktion Godless wurde Wever 2018 mit einem weiteren Emmy ausgezeichnet. Viele Kritiker bezeichnen die Darstellung ihrer Figur als Highlight der Miniserie. Im September 2019 wurde auf Netflix die Miniserie Unbelievable veröffentlicht, in der sie neben Toni Collette zu sehen ist. Die Serie wurde hochgelobt und Wever erhielt ihre erste Golden-Globe-Nominierung.

## Filmografie (Auswahl)

### Filme
- 1995: Blue River
- 1996: Tough
- 1997: Arresting Gena
- 1997: Alaska (Kurzfilm)
- 1998: Strike – Mädchen an die Macht! (All I Wanna Do)
- 1998: Arresting Gena
- 1999: The Adventures of Sebastian Cole
- 2001: Series 7 – Bist du bereit? (Series 7: The Contenders)
- 2002: Signs – Zeichen (Signs)
- 2003: Season of Youth
- 2003: Bringing Rain
- 2004: A Hole in One
- 2004: Ein Werk Gottes (Something the Lord Made)
- 2005: Quarterlife
- 2005: Das Ende der Unschuld (12 and Holding)
- 2007: Michael Clayton
- 2007: Into the Wild
- 2007: Neal Cassady
- 2008: Kurzer Prozess – Righteous Kill (Righteous Kill)
- 2009: Mr. Softie
- 2009: The Missing Person
- 2009: The Messenger – Die letzte Nachricht (The Messenger)
- 2010: Greenberg
- 2010: Tiny Furniture
- 2011: The Strange Ones (Kurzfilm)
- 2013: Jeden Tag aufs Neue (Remember Sunday)
- 2014: Birdman oder (Die unverhoffte Macht der Ahnungslosigkeit) (Birdman or (The Unexpected Virtue of Ignorance))
- 2015: Meadowland
- 2016: The Last Face
- 2018: Irreplaceable You
- 2018: Charlie Says
- 2018: Unersetzlich (Irreplaceable You)
- 2018: Willkommen in Marwen (Welcome to Marwen)
- 2019: Marriage Story
- 2023: Memory

### Serien
- 1997, 2002, 2005: Law & Order (3 Folgen)
- 2002: Criminal Intent – Verbrechen im Visier (Law & Order: Criminal Intent, Folge 2x07)
- 2003: The Wire (2 Folgen)
- 2005: Navy CIS (NCIS, Folge 3x05)
- 2006–2007: Studio 60 on the Sunset Strip (12 Folgen)
- 2006: Conviction (Folge 1x01)
- 2009–2015: Nurse Jackie (80 Folgen)
- 2012: Good Wife (The Good Wife, Folge 3x16)
- 2013: New Girl (7 Folgen)
- 2015–2016: The Walking Dead (9 Folgen)
- 2017: Godless (7 Folgen)
- 2019: Unbelievable (7 Folgen)
- 2020: Run (7 Folgen)
- 2022: Roar (Miniserie, Folge 1x05)
- 2023: Tiny Beautiful Things (Miniserie, 6 Folgen)
- 2025: The Bombing of Pan Am 103 (Miniserie, 4 Folgen)
- 2025: The Gilded Age (Folge 3x04)
- seit 2025: Severance

## Auszeichnungen und Nominierungen
Gotham Award
- 2010: Nominierung für das beste Ensemble für Tiny Furniture

Primetime Emmy Award
- 2012: Nominierung als beste Nebendarstellerin in einer Comedyserie für Nurse Jackie
- 2013: Beste Nebendarstellerin in einer Comedyserie für Nurse Jackie
- 2018: Beste Nebendarstellerin in einer Miniserie oder einem Fernsehfilm für Godless

Screen Actors Guild Award
- 2013: Nominierung für das beste Schauspielensemble in einer Comedyserie für Nurse Jackie

Satellite Award
- 2014: Nominierung als beste Nebendarstellerin in einer Serie, Miniserie oder einem Fernsehfilm für Nurse Jackie

Critics’ Choice Television Award
- 2014: Nominierung als beste Nebendarstellerin in einer Comedyserie für Nurse Jackie
- 2020: Nominierung als beste Hauptdarstellerin in einem Fernsehfilm oder einer Miniserie für Unbelievable

Washington D.C. Area Film Critics Association
- 2014: Bestes Ensemble für Birdman

Independent Spirit Award
- 2020: Robert Altman Award für Marriage Story

Golden Globe Award
- 2020: Nominierung als beste Hauptdarstellerin – Miniserie oder Fernsehfilm für Unbelievable

Television Critics Association Award (TCA Award)
- 2020: Nominierung „Individual Achievement in Drama“ für Unbelievable